# جيروم ديفيس غريني
جيروم ديفيس غريني (بالإنجليزية: Jerome Davis Greene)‏ هو مصرفي ومحامي أمريكي، ولد في 1874، وتوفي في 1959.